# Dennis Josef Meseg

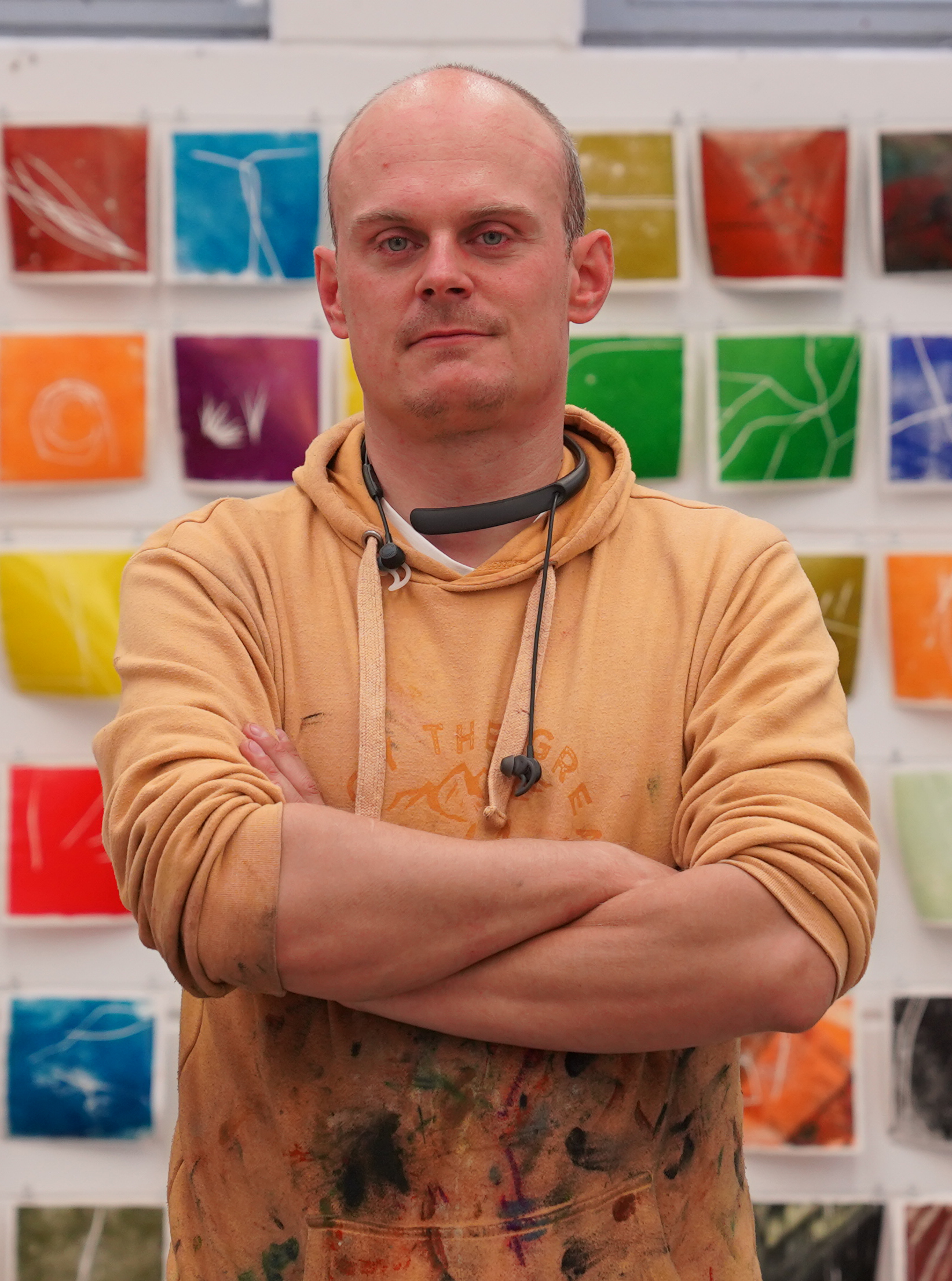
Dennis Josef Meseg vor einem seiner Werke (2020)

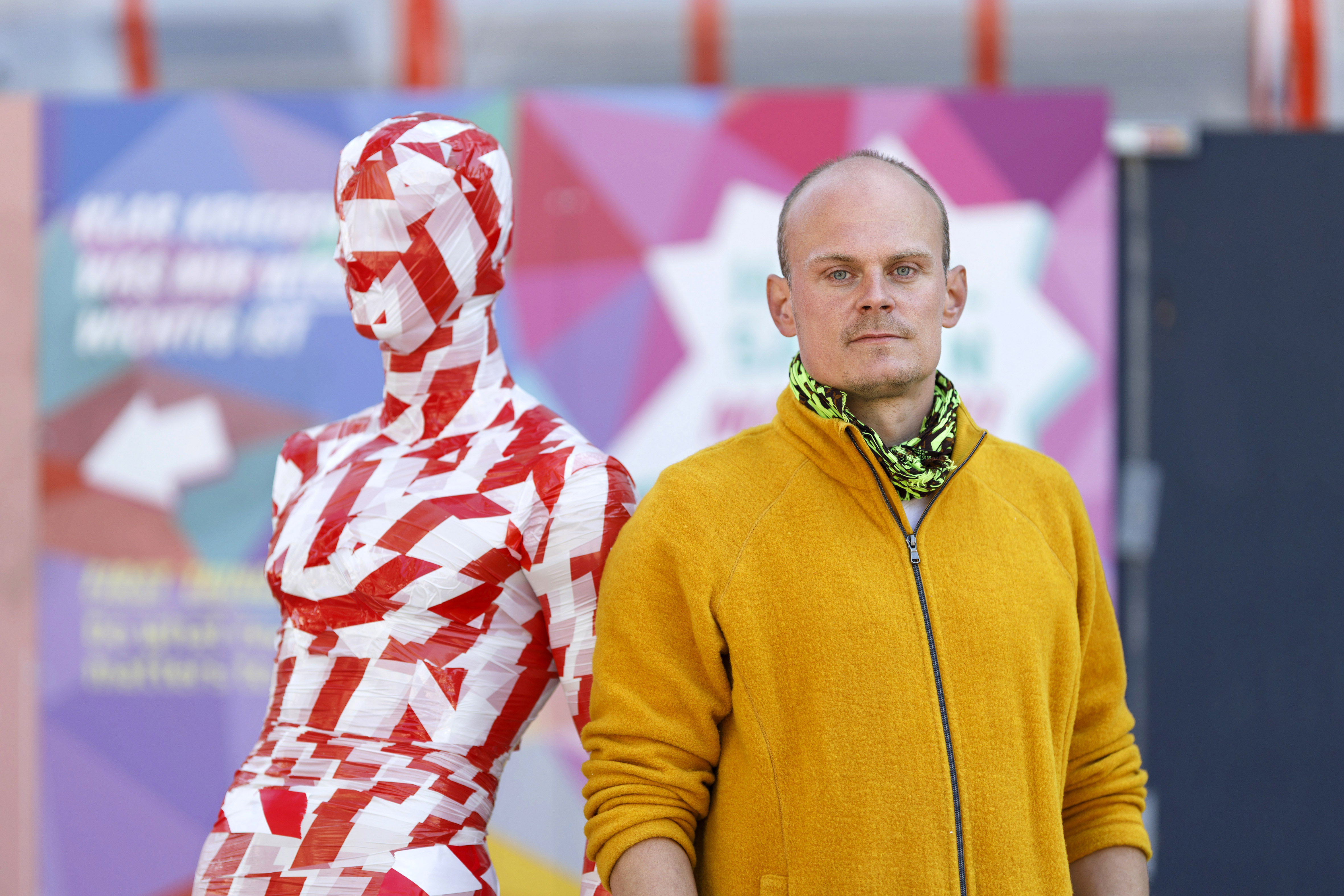
Künstler Dennis Josef Meseg mit einer seiner Flatterband-Figuren (2020)

Dennis Josef Meseg (* 1979 in Bonn) ist ein deutscher Künstler, der mit seiner Installation „It is like it is“ internationale Bekanntheit errungen hat.

## Leben
Meseg trug erstmals unter dem Pseudonym „John Christoph Dionysos Sommersberg“ zu einer Gemeinschaftsausstellung der französischen Galerie du Haut-Pavé in Paris bei.
Seit April 2018 bereitete sich Meseg auf sein Studium der Kunst vor. Der erste Schritt war der Kurs „Ein Jahr für die Kunst“ im Alanus Werkhaus unter Dozentin Sonja Simone Albert. In diese Zeitspanne fiel eine Vollzeit Studienvorbereitung mit Mappenkurs ebenfalls im Alanus Werkhaus vom 28. Oktober 2018 bis 28. März 2019.
Ab 23. September 2019 begann er sein Studium Bildende Kunst mit Schwerpunkt Bildhauerei und neue Medien / Bachelor of Fine Arts (B.F.A.) an der Alanus Hochschule für Kunst und Gesellschaft Alfter/Bonn. Begleitend dazu startete Meseg ab dem 6. November 2019 sein Praktikum bei Thomas Baumgärtel in Köln.

## Installationen
Inspiriert durch die gesellschaftlichen Auswirkungen der Corona-Pandemie erstellte er 2020 seine Installation „It is like it is“, bestehend aus 111 in Absperrband gewickelte Schaufensterpuppen. Meseg präsentierte diese Installation in 36 deutschen Städten. Auftakt war die Ausstellung in Bonn am 30. April 2020. Teile der Installation stehen im Wilhelm-Fabry-Museum in Hilden.

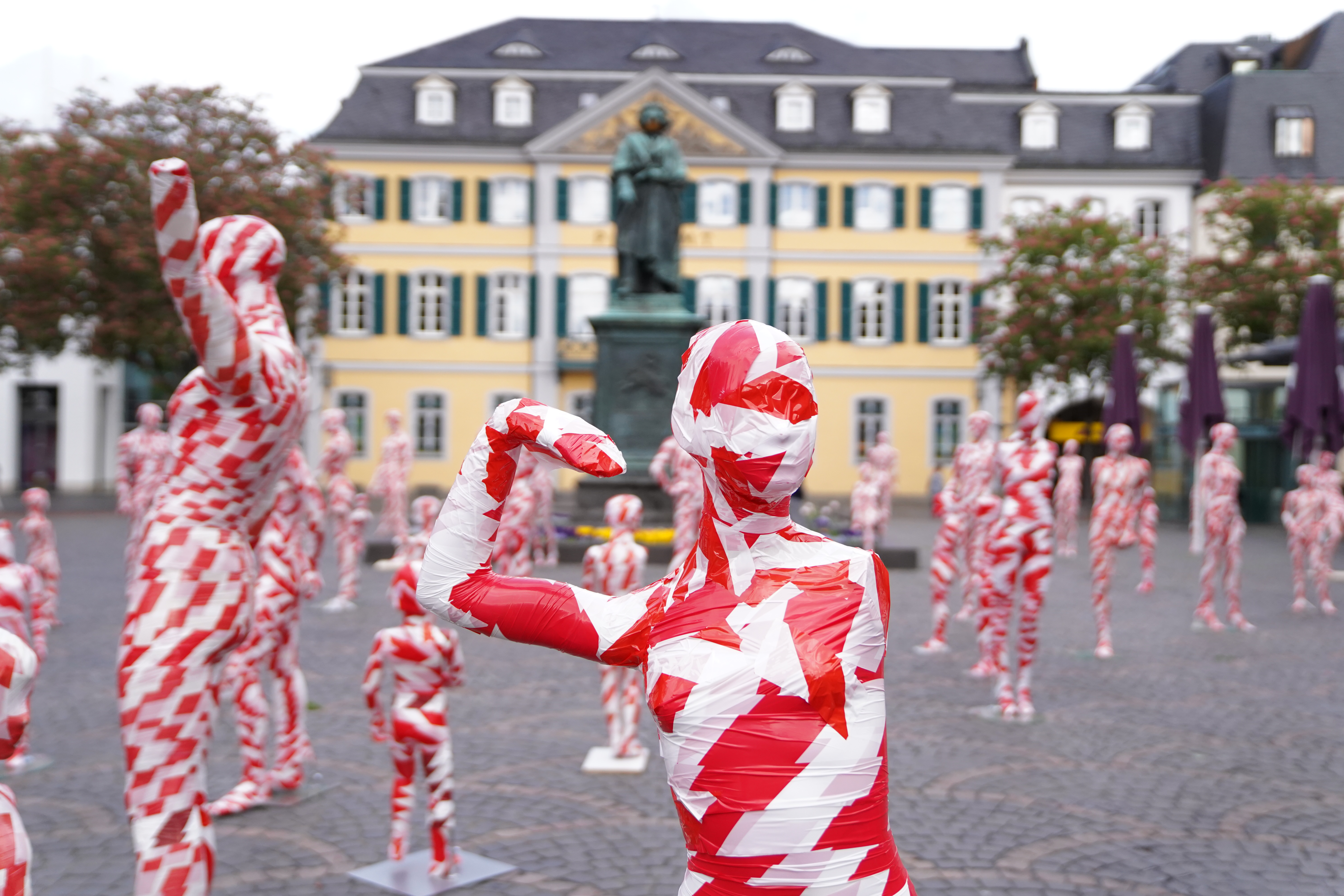
Installation "It is like it is" – Münsterplatz Bonn (2020)

Am 25. November 2020 präsentierte Meseg eine weitere Installation: „Broken“ ist ein Mahnmal aus 222 Schaufensterpuppen, deren künstlerische Verarbeitung die Grausamkeit verbildlichen soll, der Frauen und Mädchen weltweit ausgesetzt sind. Zum ersten Mal gezeigt wurde „Broken“ in Siegburg, anlässlich der Internationalen Aktionstage gegen Gewalt an Frauen.

Im August 2023 zeigte er die Installation „Shattered Souls… in a Sea of Silence“ auf dem Platz vor dem Kölner Dom. Diesmal sind 333 Kinderpuppen in Absperrband eingewickelt, die an den sexuellen Missbrauch in der römisch-katholischen Kirche erinnern sollen. Anlass ist der Weltjugendtag in Lissabon. Meseg will mit der Installation nicht die katholische Kirche als Ganzes, sondern den Umgang mit Tätern und Opfern kritisieren.

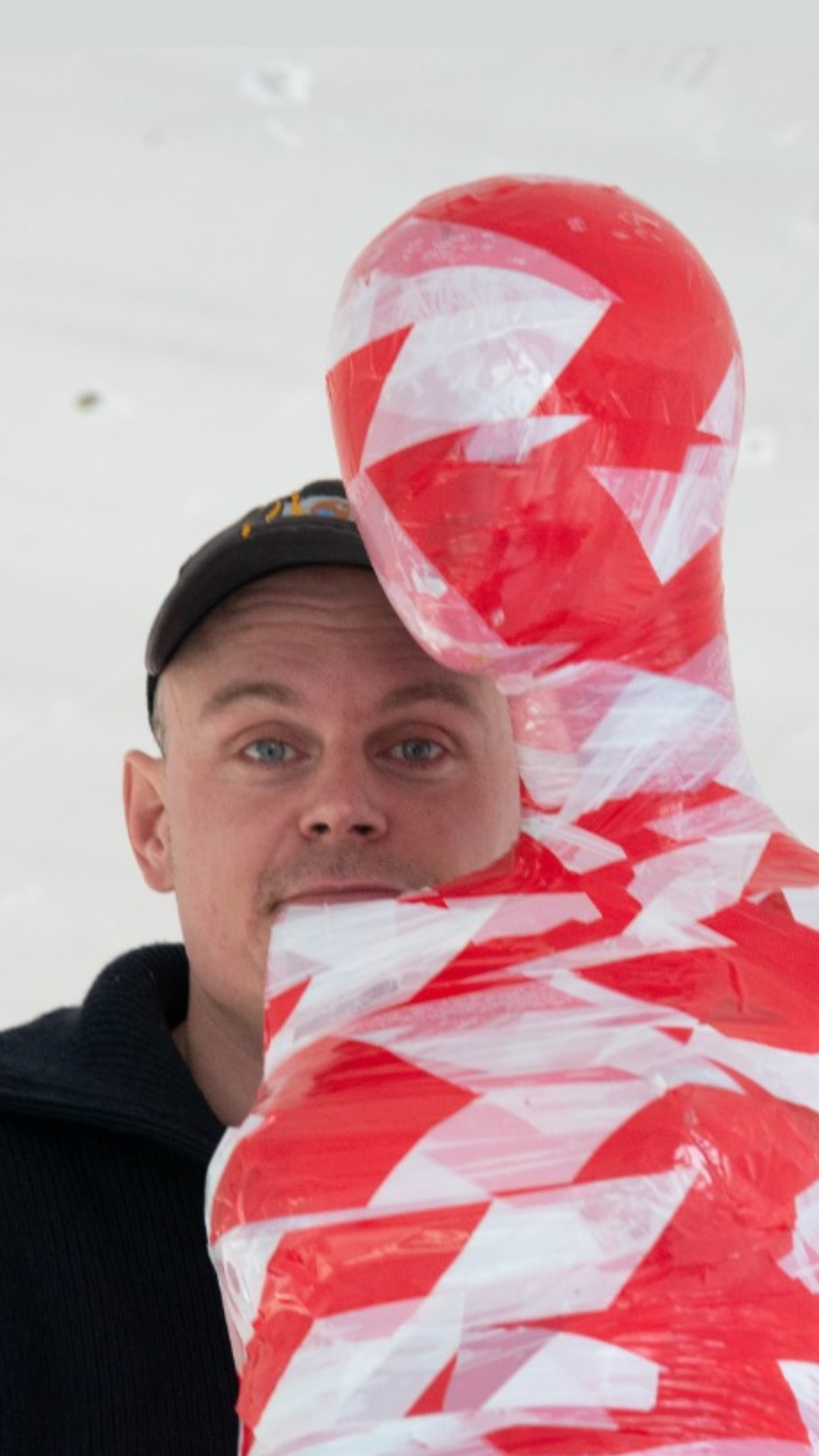
Portraitfoto von Künstler Dennis Josef Meseg neben einer Figur von der Installation "It is like it is" (2021)

## Auszeichnungen
- 2021: CREO-Preis der Deutschen Gesellschaft für Kreativität für Installation „It is like it is“.[9]